# Utharomyces epallocaulus
Utharomyces epallocaulus är en svampart som beskrevs av Boedijn ex P.M. Kirk & Benny 1980. Utharomyces epallocaulus ingår i släktet Utharomyces och familjen Pilobolaceae.   Inga underarter finns listade i Catalogue of Life.